# Lakshmi Kant Jha
Lakshmi Kant Jha, MBE (22 de novembro de 1913 - 16 de janeiro de 1988), nascido no distrito de Darbhanga, Bihar ou L. K. Jha, como foi chamado, foi o oitavo governador do Banco Central da Índia de 1 de julho de 1967 a 3 de maio de 1970.

## Educação e carreira
Jha era membro do Serviço Civil Indiano. Ele foi educado na BHU, Varanasi, Trinity College, Universidade de Cambridge e London School of Economics, Reino Unido. Ele estudou economia em Cambridge durante o período em que Keynes era professor. Jha teve aula com Harold Laski, outro eminente professor na LSE. Jha passou a ser vice-secretário do Departamento de Suprimentos, durante o governo britânico, e foi nomeado MBE por seu serviço nas Honrarias de Ano Novo de 1946. Após a Independência, ele serviu como secretário nos Ministérios das Indústrias, Comércio e Finanças e secretário do Primeiro Ministro da Índia, Lal Bahadur Shastri (1964-1966) e Indira Gandhi (1966-1967) antes de sua nomeação como Governador do RBI.

## Principais obras e realizações
Durante seu mandato, as notas da Rúpia indiana com as denominações de 2, 5, 10 e 100, comemorando o centenário do nascimento de Mahatma Gandhi, foram lançadas em 2 de outubro de 1969. Essas notas trazem sua assinatura, tanto em inglês quanto em hindi. A assinatura em hindi, o idioma oficial do governo da Índia, apareceu nas notas da moeda pela primeira vez durante sua administração do RBI. Uma reemissão subsequente desta série de notas traz a assinatura do B. N. Adarkar. Seu mandato também viu a nacionalização de 14 grandes bancos comerciais, a introdução de controles sociais sobre os bancos comerciais, o estabelecimento do Conselho Nacional de Crédito e a introdução do Lead Bank Scheme para facilitar a entrega de crédito. Entre outros desenvolvimentos, os controles de ouro foram trazidos de forma estatutária; O seguro de depósito foi, em princípio, estendido aos bancos cooperativos; e a criação do Conselho de Crédito Agrícola foi realizada.
Ele serviu como embaixador da Índia nos Estados Unidos durante o período crucial de 1970 a 1973, quando a Índia travou uma guerra com o Paquistão e libertou Bangladesh. Kissinger reconheceu suas habilidades diplomáticas persuasivas no livro White House Years. Jha é autor de alguns livros, incluindo o Mr. Red Tape and Economic Strategy for the 80s: Priorities for the Seventh Plan. Foi governador do estado de Jammu e Caxemira de 3 de julho de 1973 a 22 de fevereiro de 1981. Seu papel como Chefe de Estado imparcial ainda é lembrado com carinho e respeito na J&K. Ele foi membro da Comissão Brandt durante a década de 1980 nas questões econômicas Norte-Sul. Ele foi presidente da Comissão de Reformas da Administração Econômica do Governo. da Índia de 1981 a 1988. Ele também atuou como consultor em questões econômicas para o primeiro-ministro Indira Gandhi e depois para o primeiro-ministro Rajiv Gandhi. No momento de sua morte, Jha era um membro do Rajya Sabha. Em 1990, o RBI instituiu as L.K. Jha Memorial Lectures em comemoração à sua memória.